# Bahamas Bowl 2016
Match précédent Match suivant
Le Bahamas Bowl 2016 est un match de football américain de niveau universitaire joué le 23 décembre 2016 après la saison régulière de 2016 au Thomas Robinson Stadium de Nassau aux Bahamas.
La troisième édition du Bahamas Bowl a mis en présence les Eagles d'Eastern Michigan issus de la Conference Mid-American aux Monarchs d'Old Dominion issus de la Conference USA.
Le match a débuté à 13 heures locales et a été retransmis par ESPN.
Sponsorisé par la société Popeyes Louisiana Kitchen (franchise de restaurants spécialisés dans le poulet frit), l’événement est officiellement baptisé le Popeyes Bahamas Bowl en date du 26 août 2014,.
Les Monarchs d'Old Dominion remportent le match sur le score de 24 à 20.

## Présentation du match
| Équipes | Conférences             | Entraîneurs     | Stats. saison rég. |
| --- | ----------------------- | --------------- | ------------------ |
| Eagles d'Eastern Michigan                                                                                  | Mid-American Conference | Chris Creighton | 7-5                |
| Monarchs d'Old Dominion                                                                                    | Conference USA          | Bobby Wilder    | 9-3                |
| Arbitre : Charles Lewis (Sun Belt) Équipe donnée favorite par les bookmakers : Old Dominion par 3½ points. |                         |                 |                    |

Il s'agit de la 3e rencontre entre ces deux équipes, Old Dominion ayant remporté les deux premières. Le dernier match a eu lieu le 5 septembre 2015 (victoire 38 à 34 d'Old Dominion).

### Eagles d'Eastern Michigan
Avec un bilan global en saison régulière de 7 victoires et 5 défaites, Eastern Michigan est éligible et accepte l'invitation pour participer au Bahamas Bowl de 2016,.
Ils terminent 4e de la West Division de la Conference USA derrière Western Michigan, Toledo et Northern Illinois, avec un bilan en division de 4 victoires et 4 défaites.
À l'issue de la saison 2016 (bowl compris), ils n'apparaissent pas dans les classements CFP, AP et Coaches.
Il s'agit de leur 1re apparition au Bahamas Bowl. L'équipe n'avait plus participé à un bowl depuis le California Bowl de 1987 (victoire 30 à 27 contre les Spartans de San Jose State.

### Monarchs d'Old Dominion
Avec un bilan global en saison régulière de 9 victoires et 3 défaites, Old Dominion est éligible et accepte l'invitation pour participer au Bahamas Bowl de 2016.
Ils terminent 1er ex aequo de la East Division de la Mid-American Conference avec WKU, avec un bilan en division de 7 victoires et 1 défaite.
À l'issue de la saison 2016 (bowl compris), ils n'apparaissent pas dans les classements CFP, AP et Coaches.
C'est la toute première fois de son histoire que l'Université Old Dominion participe à un bowl, son équipe de football américain ayant accédé à la Div. I (NCAA) FBS depuis trois ans seulement (éligible pour un bowl depuis 2 ans). Le programme de football d'Old Dominion a été recrée en 2009 après une interruption de 67 ans.

## Résumé du match
Début du match à 13 heures locales, fin à 16 h 25 pour une durée totale de jeu de 3 h 25.
Température de 80 °F, vent d'est de 16 km/h, ciel partiellement nuageux.
| QT          | Temps       | Drive       | Drive       | Drive       | Équipe      | Description de l'action | Score | Score |
| QT          | Temps       | Jeux        | Yards       | TDP         | Équipe      | Description de l'action | ODM   | EMU   |
| ----------- | ----------- | ----------- | ----------- | ----------- | ----------- | --- | ----- | ----- |
| 1           | 07:43       | 16          | 58          | 07:17       | ODU         | FG de 34 yards par K Brad Davis | 0     | 3     |
| 2           | 07:59       | 6           | 80          | 02:23       | ODU         | TD de 47 yards par WR Zach Pascal à la suite d'une réception de passe de QB David Washington + 1 point de conversion par K Brad Davis    | 0     | 10    |
| 3           | 12:04       | 9           | 76          | 02:50       | EMU         | TD de 5 yards par WR Sergio Bailey II à la suite d'une réception de passe de QB Brogan Roback + 1 point de conversion par K Paul Fricano | 7     | 10    |
| 3           | 09:50       | 5           | 72          | 02:08       | ODU         | TD de 31 yards par WR Travis Fulgham à la suite d'une réception de passe de QB David Washington + 1 point de conversion par K Brad Davis | 7     | 17    |
| 3           | 07:25       | 7           | 71          | 02:20       | EMU         | TD de 5 yards par WR Johnnie Niupalau à la suite d'une réception de passe de QB Brogan Roback + 1 point de conversion par K Paul Fricano | 14    | 17    |
| 3           | 00:12       | 14          | 66          | 05:11       | EMU         | FG de 24 yards par K Paul Fricanon | 17    | 17    |
| 4           | 12:56       | 7           | 72          | 02:09       | ODU         | TD de 5 yards par WR Jonathan Duhart à la suite d'une réception de passe de QB David Washington + 1 point de conversion par K Brad Davis | 17    | 24    |
| 4           | 09:08       | 10          | 77          | 03:39       | EMU         | FG de 19 yards par K Paul Fricano | 20    | 24    |
| Score final | Score final | Score final | Score final | Score final | Score final | Score final | 20    | 24    |

## Statistiques
| Statistiques par Équipes               | Statistiques par Équipes            | Statistiques par Équipes            |
| Statistiques                           | EMU                                 | ODU                                 |
| -------------------------------------- | ----------------------------------- | ----------------------------------- |
| 1er downs                              | 28                                  | 20                                  |
| 1er downs à la course                  | 8                                   | 13                                  |
| 1er downs à la passe                   | 16                                  | 7                                   |
| 1er downs suite pénalité               | 4                                   | 0                                   |
| Conversion de 3e Down                  | 13/20                               | 5/11                                |
| Conversion de 4e Down                  | 0/1                                 | 1/1                                 |
| Jeux–yards                             | 85 jeux pour 470 yards              | 59 jeux pour 394 yards              |
| Yards à la course Moyenne par course   | 38 courses pour 170 yards 4,5 yards | 39 courses pour 206 yards 5,3 yards |
| Yards à la passe                       | 300                                 | 188                                 |
| Passes : Réussies-Tentées-Interceptées | 26/47, 1 int.                       | 11/20, 1 int.                       |
| Réussite en zone rouge/chances         | 4/5                                 | 2/2                                 |
| TD                                     | 2                                   | 3                                   |
| Field Goals                            | 2/2                                 | 1/1                                 |
| Sacks (Nombre-Yards gagnés)            | 1 pour 5 yards gagnés               | 0                                   |
| Fumbles (Nombre/Perdus)                | 1/0                                 | 0/0                                 |
| Pénalités (Nombre/Yards perdus)        | 3 pour 15 yards perdus              | 5 pour 65 yards perdus              |
| Temps de possession                    | 32:30                               | 27:30                               |

| Meilleurs Joueurs (MVPs) | Meilleurs Joueurs (MVPs) | Meilleurs Joueurs (MVPs) | Meilleurs Joueurs (MVPs) |
| ------------------------ | ------------------------ | ------------------------ | ------------------------ |
| Système                  | Nom                      | Équipe                   | Poste                    |
| Attaque                  | Ray Lawry                | Old Dominion             | RB                       |
| Défense                  | TJ Ricks                 | Old Dominion             | LB                       |

| Statistiques Individuelles | Statistiques Individuelles | Statistiques Individuelles                           |
| -------------------------- | -------------------------- | ---------------------------------------------------- |
| Quaterbacks                |                            |                                                      |
| EMU                        | ROBACK, Brogan             | 26/46, 1 int., 300 yards gagnés, 2 TDs, 0 sack subi. |
| ODU                        | WASHINGTON, D.             | 11/20, 1 int., 188 yards gagnés, 3 TDs, 1 sack subi. |
| Meilleurs Coureurs         |                            |                                                      |
| EMU                        | BANHAM, Blake              | 13 courses pour 63 yards nets gagnés, 0 TD           |
| ODU                        | LAWRY, Ray                 | 23 courses pour 133 yards nets gagnés, 0 TD          |
| Meilleurs Receveurs        |                            |                                                      |
| EMU                        | ARISTILDE, Dieuly          | 7 réceptions pour 80 yards, 0 TD                     |
| ODU                        | DUHART, Jonathan           | 3 réceptions pour 45 yards, 1 TD                     |
| Meilleurs Tackleurs        |                            |                                                      |
| EMU                        | RACHWAL, Kyle              | 3 tacles en solo, 5 assistes                         |
| ODU                        | BRICKHOUSE, Jamez          | 8 tacles en solo et 3 assistes                       |